# El Paraíso, Quintana Roo
El Paraíso är en ort i Mexiko.   Den ligger i kommunen Bacalar och delstaten Quintana Roo, i den östra delen av landet, 1 100 km öster om huvudstaden Mexico City. El Paraíso ligger 37 meter över havet och antalet invånare är 122.
Terrängen runt El Paraíso är huvudsakligen platt. El Paraíso ligger nere i en dal. Runt El Paraíso är det glesbefolkat, med 16 invånare per kvadratkilometer. Närmaste större samhälle är Altos de Sevilla, 4,4 km söder om El Paraíso. I omgivningarna runt El Paraíso växer i huvudsak städsegrön lövskog.